# Triosphere
Triosphere este o formație power metal din Trondheim, Norvegia.
Trupa a fost înființată în 2004, ca un trio alcătuit din vocalista și basista Ida Haukland, chitaristul Marius Silver Bergesen și baterie|bateristul Ørjan Aare Jørgensen. După apariția în anul următor a primului EP, Deadly Decadence, ei au lansat, în 2006, albumul lor de debut Onwards. La scurtă vreme după aceea, trupa s-a mărit de la trioul inițial la un cvartet, când chitaristul care-i însoțea în turnee, Tor Ole Byberg, s-a alăturat ca membru cu drepturi depline. Ulterior, ei au concertat cu formații diferite, precum W.A.S.P., Kamelot sau Arch Enemy. În 2010 a fost lansat al doilea album, The Road Less Travelled.
După încheierea turneului din 2011 alături de Sonata Arctica și a celui din 2012 alături de Kamelot, Triosphere au făcut public că lucrează la un nou album. În noiembrie 2013, trupa a anunțat despărțirea de Jørgensen, care a părăsit în final formația în martie 2014, după ce părțile sale pentru noul disc fuseseră deja înregistrate. Albumul, intitulat The Heart of the Matter, a fost lansat pe 7 noiembrie 2014.
Bergesen este compozitorul tuturor părților instrumentale, în timp ce Ida Haukland este textierul și compozitorul părților vocale.

## Istoric

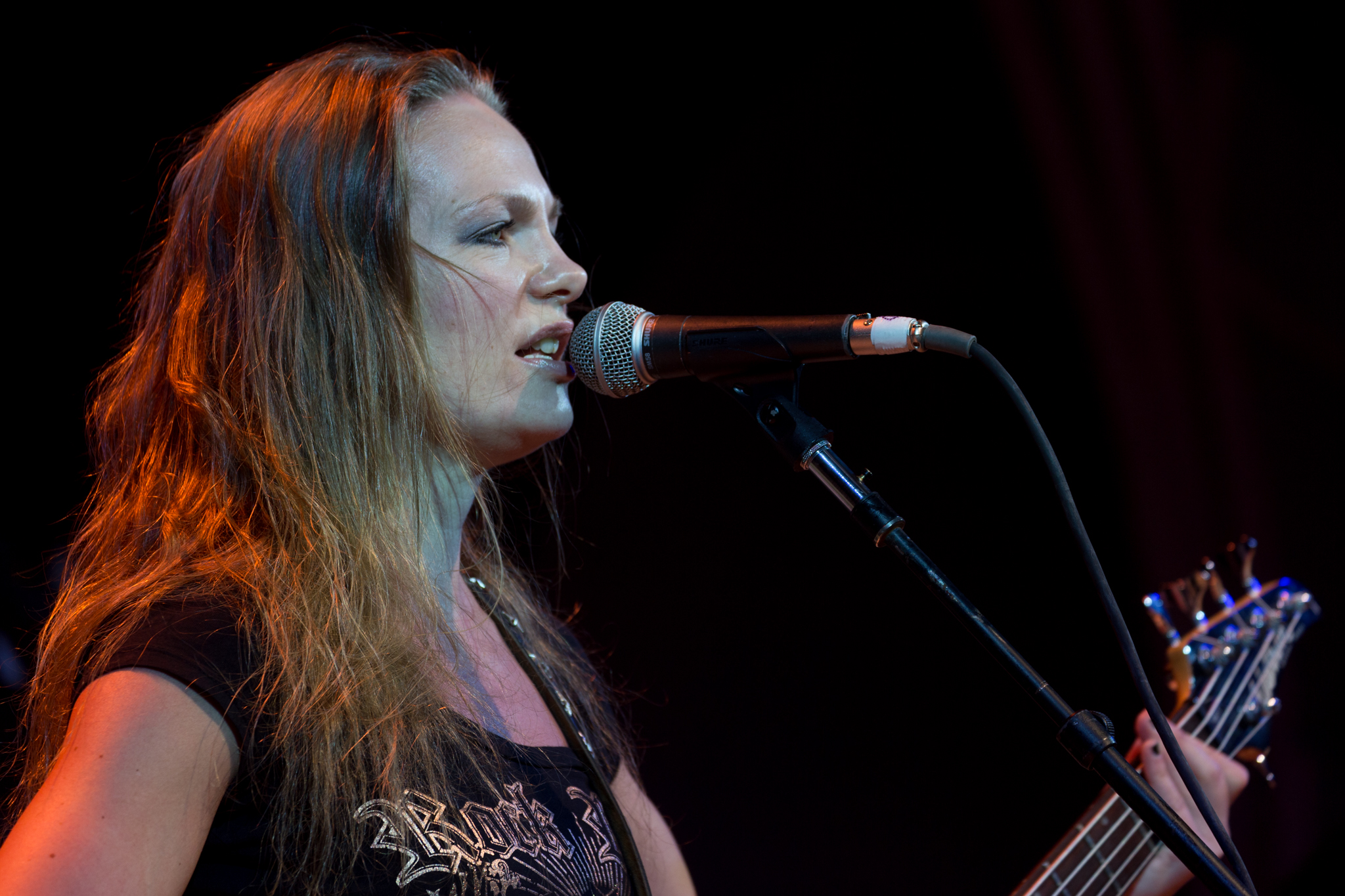
Ida Haukland, 2015

Triosphere s-au format în 2004 și au lansat prima lor înregistrare EP, Deadly Decadence, în 2005. În 2006, trupa și-a lansat albumul de debut, Onwards, mai întâi în Norvegia, apoi în Asia, Statele Unite și restul Europei. Înființată ca un trio, formația și-a completat componența în 2006 prin cooptarea celui de-al doilea chitarist, Byberg, anterior prezentat doar drept chitarist de turneu.

## Discografie

### Albume
- Onwards (2006)
- The Road Less Travelled (2010)
- The Heart of the Matter (2014)

### Demo
- Deadly Decadence (2005)

### Single-uri
- „Trinity”
- „Human Condition”

### Videoclipuri
- „Trinity”
- „Onwards Part 2”
- „Marionette”

## Membri
Membri actuali
- Ida Haukland - voce, chitară bas (2004–prezent)
- Marius Silver Bergesen - chitară solo și chitară ritmică, acompaniament vocal în concert (2004–prezent)
- Tor Ole Byberg - chitară ritmică, acompaniament vocal în concert (2006–prezent)
- Kenneth Tårneby - baterie (2014-prezent)

Membri de studio
- Espen Godø - claviaturi de studio și mellotron (2006–prezent)

Foști membri
- Ørjan Aare Jørgensen - baterie (2004-2014)

Foști membri de turneu
- Anders Vinje - baterist de turneu (2011)
- Vidar Lehmann - baterist de turneu (2012)